# Shingo Suzuki
Shingo Suzuki (japanisch 鈴木 慎吾 Suzuki Shingo; * 20. März 1978 in der Präfektur Saitama) ist ein ehemaliger japanischer Fußballspieler.

## Karriere
Suzuki erlernte das Fußballspielen in der Jugendmannschaft von Urawa Reds. Seinen ersten Vertrag unterschrieb er 1996 bei den Urawa Reds. Der Verein spielte in der höchsten Liga des Landes, der J1 League. Danach spielte er bei den Yokogawa Electric. 1999 wechselte er zum Zweitligisten Albirex Niigata. Für den Verein absolvierte er 112 Spiele. 2002 wurde er an den Erstligisten Kyoto Purple Sanga (heute: Kyoto Sanga FC) ausgeliehen. 2002 gewann er mit dem Verein den Kaiserpokal. Für den Verein absolvierte er 60 Erstligaspiele. 2004 kehrte er zum Ligakonkurrenten Albirex Niigata zurück. Für den Verein absolvierte er 110 Erstligaspiele. Im Juli 2007 wechselte er zum Ligakonkurrenten Ōita Trinita. 2008 gewann er mit dem Verein den J.League Cup. Für den Verein absolvierte er 70 Erstligaspiele. Danach spielte er bei den Kyoto Sanga FC, Tokyo Verdy, Giravanz Kitakyushu und Albirex Niigata (Singapur). Ende 2013 beendete er seine Karriere als Fußballspieler.

## Erfolge
Kyoto Purple Sanga/Kyoto Sanga FC
- Kaiserpokal

Sieger: 2002
Finalist: 2011
Oita Trinita
- J.League Cup

Sieger: 2008